# Bo Diddley
Bo Diddley (McComb, 30 de diciembre de 1928-Archer, 2 de junio de 2008), nacido como Ella Otha Bathes y luego cambiado durante su infancia a Ellas McDaniel, fue un compositor, cantante y guitarrista estadounidense que tuvo una gran influencia en el rock and roll. Se le suele considerar como la figura predominante en la transición del blues al rock and roll, creador de ritmos básicos con un sonido duro y afilado de su guitarra. Por ello tenía el sobrenombre de "The Originator" (El autor).

## Biografía

### Primeros años
Nació en una granja algodonera entre McComb y Magnolia (Misisipi). Con el nombre de Otha Ellas Bates, más adelante, al vivir con su madre adoptiva, Gussie McDaniel, prima de su madre, pasaría a llamarse Ellas McDaniel. El nombre artístico de Bo Diddley, viene a significar en argot algo así como "nada de nada". Otra fuente dice que el nombre vendría de un apodo de su época de boxeador. El nombre también se liga al arco de diddley (diddley bow en inglés), un instrumento de cuerda usado en los campos del sur, principalmente por los músicos negros.
En 1933 pasó a vivir en Chicago donde a temprana edad comenzaría su afición por la música. Siendo muy joven, su hermana le regaló una guitarra, comenzando a recibir lecciones de este instrumento y de violín con el profesor O. W. Frederick. Según él mismo reconoció, su inspiración le vino viendo a John Lee Hooker.

### Comienzos
Sus inicios comienzan en 1951 tocando en las calles, los mercados y en el 708, un famoso club de la época. Sus temas ponían de manifiesto sus influencias de Nat King Cole, Muddy Waters, Louis Jordan o John Lee Hooker.
Su oportunidad vendría de manos de la Checker Records de Chicago, una filial de la Chess Records. En 1955 grabaría su primer disco con dos temas: Bo Diddley y I'm a man. En estos temas ya destaca con su potente chorro de voz y el sonido psicodélico inconfundible de su guitarra.
El 20 de noviembre de 1955, Bo Diddley era el primer afrodescendiente en aparecer en el programa de televisión The Ed Sullivan Show. Años más tarde, recordando este hecho díría que la experiencia no hizo más que enfurecerlo. "Interpreté dos canciones y consiguió enojarme... Ed Sullivan dijo que era uno de esos prometedores jóvenes de color que siempre le engañaban. Dijo que no duraría más seis meses".
Con el tiempo fueron surgiendo nuevas canciones en las que una parte importante eran los músicos que le acompañaban: su hermanastra, llamada "La Duquesa", a la segunda guitarra; Billy Boy Arnold a la armónica; Franz Kirkland o Clifton James en la batería; Otis Spann al piano; Jerome Green con las maracas y voz acompañante.

## Carrera

### Su música
Si en el rock and roll Elvis Presley es el rey y Chuck Berry su poeta, Bo Diddley fue su arquitecto. Su estilo personal ha influido y sigue influyendo de tal modo que según pasa el tiempo su figura se agranda en el panorama de la música rock. Por otro lado, su fama no fue premiada en el aspecto económico como cabría haber esperado. La crudeza de su estilo le cerró las puertas a ventas millonarias, puertas que sí se abrirían de par en par para muchos músicos y bandas en los que influyó.

#### Estilo
Debido a su estilo musical, es más conocido como "Bo Diddley beat". Su estilo beat ha sido utilizado por muchos otros importantes artistas en distintas canciones, como en "Willie and the Hand Jive" de Johnny Otis (más cercano al hambone que al estilo de Bo Diddley), la versión en vivo de "She's the One" de Bruce Springsteen, "Magic bus" de The Who, "Desire" de U2 y "Not Fade Away" de Buddy Holly así como temas menos conocidos como el "Callin' All Cows" de los Blues Rockers.
Bo Diddley utilizó una gran variedad de ritmos, sin embargo, con el back beat haría estallar el estilo de la balada, al introducir el sonido frecuente de las maracas de Jerome Green. También fue un guitarrista que introdujo multitud de nuevos efectos especiales e innovaciones en la forma de tocar. Como violinista puede oírse en el tema "The Clock Strikes Twelve".
El ritmo es tan importante en la música de Bo Diddley que la armonía está reducida a menudo a una simplicidad desnuda. Con frecuencia, sus canciones (como por ejemplo "Hey Bo Diddley" y "Who Do You Love?") no tienen ningún cambio de acorde; es decir, los músicos tocan el mismo acorde durante todo el tema, de modo que el entusiasmo es creado por el propio ritmo, más que por la armonía.

#### Composición musical
Aunque Bo Diddley fue un artista que abrió fronteras interculturales al trabajar con audiencias de público blanco, apareciendo por ejemplo en conciertos de Alan Freed, sus composiciones raramente trataron problemas relacionados con la adolescencia. La excepción más notable es probablemente su álbum "Surfin' With Bo Diddley", donde ofreció el tema "Surfer's Love Call" siguiendo el estilo musical imperante en los años 60 en California, y aunque Bo nunca pudo alcanzar una gran ola que lo llevase al éxito del estilo surf, sí consiguió influir en sus guitarristas.
Las letras de sus composiciones son a menudo ingeniosas y humorísticas adaptaciones de temas de la música tradicional. Su primer éxito, "Bo Diddley" estaba basado en la nana "Hush Little Baby". Del mismo modo, "Hey Bo Diddley" se basa en la canción popular "Old Macdonald".
Entre sus canciones podemos destacar además de las ya mencionadas Diddley Daddy, Pretty thing (1955); Who do you love, Before you acuse me (1956); Mona oh yea (1957); Say man (1958); Roadrunner (1959); Cadillac (1960); I can tell, you can't jugde a book by the cover (1961).
Además de las muchas canciones que compuso para sí mismo, escribió "Love Is Strange" para Mickey y Sylvia bajo seudónimo, una canción considerada como pionera de la música pop.
Cabe mencionar su amistad con Chuck Berry con el que colaboró en más de una ocasión además de haber compartido cartel en algún concierto. Le acompañó a la guitarra en las canciones Memphis y Sweet little rock and roller y grabaron juntos el álbum Two great guitars. También en la canción de Berry Roll Over Beethoven, se le menciona relacionándole con su violín en la línea "Hey Little Diddley, I'm play my fiddle
Ain't got nothing to lose"

#### Guitarras
Su instrumento, con marca registrada, es la guitarra square-bodied que él mismo desarrolló y con la que tocó en miles de conciertos anuales; desde sudorosos clubes de Chicago a giras con viejas glorias del rock and roll, pasando por actuaciones como telonero para The Clash o de artista invitado por los míticos Rolling Stones. Su entusiasmo por este instrumento le hizo poseer una espectacular colección de guitarras.

### Muerte
Diddley murió el 2 de junio de 2008 a los 79 años. El año 2007 sufrió una serie de ataques cerebrales y cardíacos que lo dejaron muy debilitado. Falleció en su casa de Archer (Florida).

## Legado

### Influencias
La influencia de este francés negro, como a él mismo le gustaba definirse, en la música contemporánea de Europa y América ha sido más que notable. Tanto músicos como grupos han realizado con frecuencia versiones de sus propias canciones. Cabe destacar The Animals, que grabaron "The Story of Bo Diddley", The Who y The Yardbirds que grabaron "I'm a Man" y The Hollies y George Thorogood que alcanzarían un éxito con "Who Do You Love", tema que también sería utilizado por la banda Quicksilver Messenger Service y que era uno de los favoritos en los conciertos de The Doors.
"Road Runner" de Bo Diddley también fue grabado con frecuencia, incluyendo a The Who en uno de sus conciertos, a The Rolling Stones en sus primeros conciertos y a Brownsville Station en uno de sus discos. El tema "Mannish Boy" de Muddy Waters era una adaptación del tema Diddley "I'm a Man". El grupo The Jesus and Mary Chain también realizó una grabación titulada "Bo Diddley is Jesus" ("Bo Diddley es Jesús") como tributo a su persona. Ronnie Hawkins interpretó "Hey Bo Diddley", "Bo Diddley" y "Who Do You Love" durante muchas de sus sesiones de grabación, incluidas las realizadas con su banda, The Hawks, más tarde conocida como The Band.

### Reconocimientos

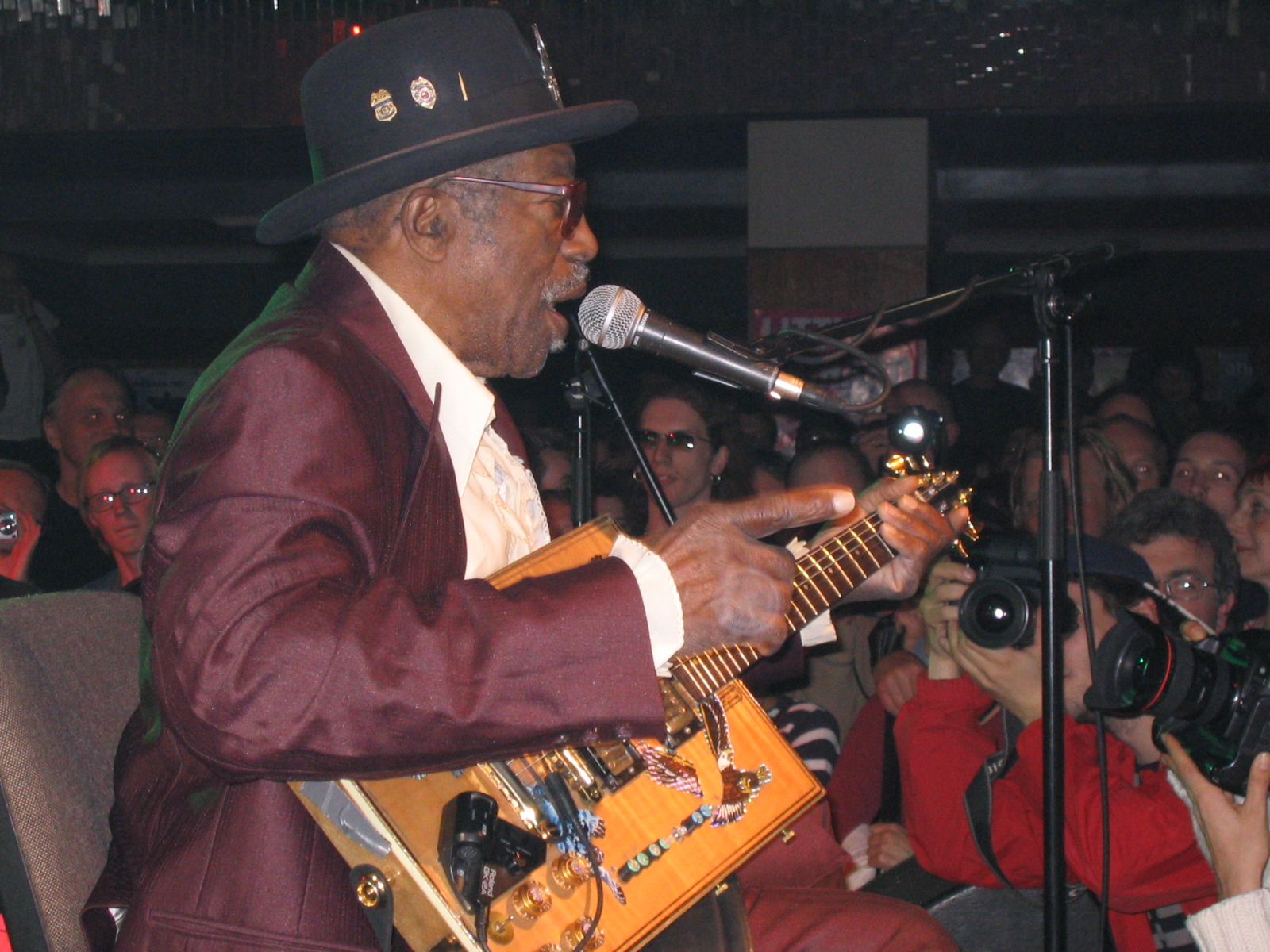
Bo Diddley en 2005.

En los últimos años, Bo Diddley recibió numerosos reconocimientos a su papel como uno de los padres fundadores del rock and roll. En 1986 lo incluyeron en la Washington Area Music Association. Al año siguiente lo incluirían en el Rock and Roll Hall of Fame. Su contribución pionera al género ha sido reconocida también por el Rockabilly Hall of Fame. En 1996, la Rhythm and Blues Foundation le concedió el mérito de una vida consagrada al ritmo. En 1998, la Recording Academy le premia con un Lifetime Achievement Award en la ceremonia de los premios Grammy por su canción "Bo Diddley" grabada en 1955.
El comienzo del nuevo milenio introdujo a Bo Diddley en el Mississippi Musicians Hall of Fame y en los famosos de la North Florida Music Association. En 2002, recibió sendos premios de la National Association of Black Owned Broadcasters y de la Broadcast Music Incorporated en reconocimiento a sus múltiples contribuciones a la música contemporánea.
En 2003, en la Cámara de representantes de los Estados Unidos, Hon. John Conyers, Jr. de Míchigan, rendía un tributo a Bo Diddley al describirlo como "uno de los verdaderos pioneros del rock and roll, que ha influenciado a generaciones".
En 2004, la grabación de 1956 que realizaron Mickey Baker y Sylvia Vanderpool de su canción "Love Is Strange" (El amor es extraño) fue incluida en el "Grammy Hall of Fame" como una de las grabaciones con significación histórica. La revista Rolling Stone lo nombró como uno de sus temas inmortales en el artículo The 50 Greatest Artists of All Time (Los 50 artistas más grandes del todo el tiempo).
El mismo año, fue incluido en el número 20 de la lista de los 100 guitarristas más grandes de todos los tiempos, publicada por la misma revista Rolling Stone.
En 2005, Bo Diddley celebró su quincuagésimo aniversario en el mundo de la música con exitosas giras por Australia, Europa y de costa a costa por toda Norteamérica. En el vigésimo aniversario de la creación del Rock and Roll Hall of Fame interpretó su canción "Bo Diddley" con Eric Clapton y Robbie Robertson. En el Reino Unido, la revista Uncut incluyó su álbum de 1958 en la lista 100 Music, Movie & TV Moments That Have Changed The World (Las 100 canciones, películas y programas de televisión que han cambiado el mundo).

## Vida privada
Diddley se consideraba un hombre muy religioso de fe cristiana. Él veía en su creencia en la Biblia una filosofía en la que todos los seres humanos eran como hermanos y hermanas independiente del color de su piel.

## Discografía
- Bo Didley (1958)
- Go Bo Diddley (1959)
- Have Guitar-Will Travel (1960)
- Bo Diddley In The Spotlight (1960)
- Bo Diddley Is A Gunslinger (1960)
- Bo Diddley Is A Lover (1961)
- Bo Diddley's A Twister (1962)
- Bo Diddley (1962)
- Bo Diddley & Company (1962)
- Surfin' with Bo Diddley (1963)
- Bo Diddley's Beach Party (1963)
- Bo Diddley's 16 All-Time Greatest Hits (1964)
- Two Great Guitars (con Chuck Berry) (1964)
- Hey Good Lookin' (1965)
- 500% More Man (1965)
- The Originator (1966)
- Super Blues (con Muddy Waters y Little Walter) (1967)
- Super Super Blues Band (con Muddy Waters y Howlin' Wolf) (1967)
- The Black Gladiator (1970)
- Another Dimension (1971)
- Where It All Began (1972)
- Got My Own Bag of Tricks (1972)
- The London Bo Diddley Sessions (1973)
- Big Bad Bo (1974)
- 20th Anniversary of Rock & Roll (1976)
- I'm A Man (1977)
- Ain't It Good To Be Free (1983)
- Bo Diddley & Co - Live (1985)
- Hey...Bo Diddley in Conce rt (1986)
- Breakin' Through The BS (1989)
- Living Legend (1989)
- Rare & Well Done (1991)
- Live At The Ritz (con Ronnie Wood) (1992)
- This Should Not Be (1993)
- Promises (1994)
- A Man Amongst Men (1996)
- Moochas Gracias (con Anna Moo) (2002)

## Reseñas
- En 2006 Fito & Fitipaldis le dedican una canción, "No soy Bo Diddley".
- The Jesus & Mary Chain en su álbum "Barbed Wire Kisses" tienen un tema llamado "Bo Diddley is Jesus".
- José Ignacio Lapido en la canción "Alguien vendrá" del disco Luz de ciudades en llamas (2001) dice: "Alguien dijo en voz alta que Bo Diddley era Dios, todos volvimos la cara y aplaudimos con emoción".
- Willie Nile le rinde reconocimiento en su canción "The Day I saw Bo Diddley in Washington Square" de su disco "Streets of New York".
- Bob Dylan, en su canción "From a Buick 6", del disco Highway 61 Revisited (1965), dice: "Well she don't make me nervous, she don't talk too much/She walks like Bo Diddley and she don't need no crutch" ("Bueno, ella no me pone nervioso, no habla demasiado/Ella camina como Bo Diddley y no necesita ninguna muleta").
- Es primo segundo de la cantante de R&B Brandy.